# Archips abiephaga
Archips abiephaga är en fjärilsart som beskrevs av Yasuda 1975. Archips abiephaga ingår i släktet Archips och familjen vecklare. Inga underarter finns listade i Catalogue of Life.